# Maroan Sannadi
Maroan Sannadi Harrouch (Vitoria-Gasteiz, 1º febbraio 2001) è un calciatore marocchino con cittadinanza spagnola, attaccante dell'Athletic Bilbao.

## Biografia
Nato nei Paesi Baschi, i suoi genitori sono marocchini.

## Carriera

### Club
Ha iniziato a giocare a calcio nel settore giovanile dei baschi dell'Aurrerá Vitoria, per poi esordire tra i professionisti nel 2020 con l'Ariznabarra in Tercera División.
Nel 2021 è stato acquistato dall'Alavés, che lo ha inizialmente aggregato alla sua squadra filiale, il San Ignacio. Qui si è distinto segnando 16 gol in 35 partite di Segunda División, guadagnandosi nella stagione successiva la promozione all'Alavés B, con cui ha disputato due stagioni in terza divisione.
Il 29 febbraio 2024 ha rinnovato il contratto con l'Alavés e il 16 luglio è passato in prestito al Barakaldo. Dopo un'ottima prima metà di stagione, in cui ha segnato 11 reti in 20 partite, il 1º febbraio 2025 è stato acquistato a titolo definitivo dall'Athletic Bilbao, firmando un contratto di quattro anni e mezzo. Ha esordito con i baschi una settimana dopo contro il Girona e il 23 febbraio ha segnato il suo primo gol in Primera División, contribuendo al successo per 7-1 sul Real Valladolid.

### Nazionale
Convocabile sia dalla Spagna che dal Marocco, nel settembre 2024 ha dichiarato di volere rappresentare la selezione marocchina. Il 27 maggio 2025 viene convocato per la prima volta dalla nazionale nordafricana, con cui esordisce nell'amichevole vinta 2-0 contro la Tunisia, in cui ha fornito l'assist per il secondo gol della sua squadra.

## Statistiche

### Presenze e reti nei club
Statistiche aggiornate al 7 giugno 2025
| Stagione        | Squadra         | Campionato      | Campionato | Campionato | Coppe nazionali | Coppe nazionali | Coppe nazionali | Coppe continentali | Coppe continentali | Coppe continentali | Altre coppe | Altre coppe | Altre coppe | Totale | Totale | Totale |
| Stagione        | Squadra         | Comp            | Pres       | Reti       | Comp            | Pres            | Reti            | Comp               | Pres               | Reti               | Comp        | Pres        | Reti        | Pres   | Reti   |        |
| --------------- | --------------- | --------------- | ---------- | ---------- | --------------- | --------------- | --------------- | ------------------ | ------------------ | ------------------ | ----------- | ----------- | ----------- | ------ | ------ | ------ |
| 2020-2021       | Ariznabarra     | TD              | 29         | 4          | CR              | 0               | 0               | -                  | -                  | -                  | -           | -           | -           | 29     | 4      |        |
| 2021-2022       | San Ignacio     | SDR             | 35         | 16         | CR              | 0               | 0               | -                  | -                  | -                  | -           | -           | -           | 35     | 16     |        |
| 2022-2023       | Alavés B        | SF              | 28         | 7          | -               | -               | -               | -                  | -                  | -                  | -           | -           | -           | 28     | 7      |        |
| 2023-2024       | Alavés B        | SF              | 31         | 10         | -               | -               | -               | -                  | -                  | -                  | -           | -           | -           | 31     | 10     |        |
| Totale Alavés B | Totale Alavés B | Totale Alavés B | 59         | 17         |                 | -               | -               |                    | -                  | -                  |             | -           | -           | 59     | 17     |        |
| 2024-gen. 2025  | Barakaldo       | PF              | 20         | 11         | CR              | 2               | 0               | -                  | -                  | -                  | -           | -           | -           | 22     | 11     |        |
| gen.-giu. 2025  | Athletic Bilbao | PD              | 16         | 1          | CR              | 0               | 0               | UEL                | 6                  | 0                  | -           | -           | -           | 22     | 1      |        |
| Totale carriera | Totale carriera | Totale carriera | 159        | 49         |                 | 2               | 0               |                    | 6                  | 0                  |             | -           | -           | 167    | 49     |        |

### Cronologia presenze e reti in nazionale
| Cronologia completa delle presenze e delle reti in nazionale ― Marocco | Cronologia completa delle presenze e delle reti in nazionale ― Marocco | Cronologia completa delle presenze e delle reti in nazionale ― Marocco | Cronologia completa delle presenze e delle reti in nazionale ― Marocco | Cronologia completa delle presenze e delle reti in nazionale ― Marocco | Cronologia completa delle presenze e delle reti in nazionale ― Marocco | Cronologia completa delle presenze e delle reti in nazionale ― Marocco | Cronologia completa delle presenze e delle reti in nazionale ― Marocco |
| Data                                                                   | Città                                                                  | In casa                                                                | Risultato                                                              | Ospiti                                                                 | Competizione                                                           | Reti                                                                   | Note                                                                   |
| ---------------------------------------------------------------------- | ---------------------------------------------------------------------- | ---------------------------------------------------------------------- | ---------------------------------------------------------------------- | ---------------------------------------------------------------------- | ---------------------------------------------------------------------- | ---------------------------------------------------------------------- | ---------------------------------------------------------------------- |
| 6-6-2025                                                               | Fès                                                                    | Marocco                                                                | 2 – 0                                                                  | Tunisia                                                                | Amichevole                                                             | -                                                                      | 78’                                                                    |
| 9-6-2025                                                               | Fès                                                                    | Marocco                                                                | 1 – 0                                                                  | Benin                                                                  | Amichevole                                                             | -                                                                      | 71’                                                                    |
| Totale                                                                 |                                                                        | Presenze                                                               | 2                                                                      |                                                                        | Reti                                                                   | 0                                                                      |                                                                        |